# Кит, Артур Берридейл
Артур Берридейл Кит (англ. Arthur Berriedale Keith) (5 апреля 1879, Эдинбург — 6 октября 1944, там же) — известный британский санскритолог и индолог, специалист по конституционному праву.
Артур Кит родился 5 апреля 1879 года в Эдинбурге, получил образование в тамошней Королевской высшей школе и Эдинбургском университете, после чего поступил в Баллиол-колледж в Оксфорде, где он изучал классическую филологию, санскрит и пали под руководством А. А. Макдонелла, известного санскритолога. Отлично сдав экзамен по государственной службе, он служил в министерстве колоний в 1901—1914 годах, с перерывом в 1903—1904 годах, когда значился в инвестиционном агентстве Великобритании. Он участвовал в учреждении в 1907 году Отдела доминионов в министерстве колоний и в организации в 1911 году Имперской конференции. В 1914 году стал королевским профессором (Regius Professor) санскрита и сравнительного языкознания, а с 1922 года лектором по конституционной истории в Эдинбургском университете. Он выпустил 21 книгу по истории государства, то есть больше, чем написал по религии и законам. К концу жизни Артур Кит стал членом многих важных комиссий. Умер он 6 октября 1944 года в Эдинбурге.
Он сделал огромный вклад в изучение санскрита и санскритской литературы, написав большое количество книг и статей по этой тематике, сделав множество важнейших переводов. В число последних входят переводы «Айтарея-араньяки», «Шанкхаяна-араньяки», «Тайттирия-самхиты» и нескольких брахман.
После смерти Артура Кита его сестра подарила библиотеке Эдинбургского университета его книги и бумаги по санскриту, истории, законодательству Индии и Британской Империи. Это собрание сейчас известно как Arthur Berridale Keith Collection.

## Научные работы
- Vedic Index of Names and Subjects. 2 vols. (1912) — совместно с Макдонеллом А. А.
- Indian Mythology (1917)
- The Samkhya System: A History Of The Samkhya Philosophy (1918)
- Speeches and Documents on Colonial Policy, 1763—1917 (1918)
- The Belgian Congo And The Berlin Act (1919)
- A History of Sanskrit Literature (1920)
- Indian logic and atomism: an exposition of the Nyāya and Vaiçeṣika systems (1921)
- The Karma-Mimamsa (1921)
- Buddhist Philosophy in India and Ceylon (1923)
- Classical Sanskrit literature (1923)
- The Sanskrit drama in its origin, development, theory & practice (1924)
- The Religion and Philosophy of the Veda and Upanishads (1925)
- Speeches and Documents on the British Dominions, 1918—1931 (1932)
- A Constitutional History of India (1600—1935), Methuen and Co. Ltd., London, 1st Edition (1936)
- The Constitution of England from Queen Victoria to George VI (1940)

## Переводы
- The Sankhayana Aranyaka with an Appendix on the Mahavrata. (1908)
- The Aitareya Aranyaka (1909)
- The Veda of the Black Yajus School entitled Taittiriya Sanhita. 2 vols. (1914)
- Rigveda Brahmanas: the Aitareya and Kausitaki Brahmanas of the Rigveda (1920)